# Mentanarvirðisløn M. A. Jacobsens
Mentanarvirðisløn M. A. Jacobsens (M. A. Jacobsens kulturpris) er en færøsk kulturpris, som er oprettet af og uddeles af Tórshavns byråd. Prisen er opkaldt efter Mads Andreas Jacobsen (1891-1944), der var Tórshavns borgmester fra 1933-1944 og bibliotekar ved Færø amtsbibliotek (senere kaldt Føroya Landsbókasavn) fra 1922 til sin død i 1944. Tórshavns byråd hylder færøske forfattere og andre kulturelle personer, som har udmærket sig indenfor færøsk kultur med prisen. Den har været uddelt siden 1958. Den uddeles hvert år om efteråret i op til tre kategorier, nemlig skønlitteratur, faglitteratur og øvrige kulturelle områder. Udover at være litteraturpris er den også en af landets højeste kulturpriser. Dog er det ikke den største pris i pengemæssig henseende. I 2012 bestod M. A. Jacobsens kulturpris af 35.000 kr. Mentanarvirðisløn Landsins består af 150.000 kroner og Heiðursgáva landsins består af 75.000 kroner. Disse uddeles en gang om året af Færøernes kulturministerium. Mentanarvirðisløn Landsins har været uddelt siden 1998 og Heiðursgáva landsins har været uddelt siden 2001. Der følger penge med M. A. Jacobsens kulturpris, det kan variere hvor stor prisen er, det afgør Tórshavns byråd. I 2012 var prisen 35.000 kroner til hver af de tre kategorier.
Betingelserne for at blive nomineret i en af litteraturkategorierne er, at værket er på færøsk, og at det har været udgivet. Hvis det er skrevet på et andet sprog, må det oversættes først. Siden 1985 har bestyrelsen også haft mulighed for at give en M. A. Jacobsen pris for andre kulturelle værker, det kan f.eks. være inden for musik, teater eller andet, men priserne kan også tildeles en person, som har udmærket sig særligt for færøsk litteratur.

## Prismodtagere
|      | Skønlitteratur                                                | Faglitteratur                                 | Andre kulturelle værker                                                   |
| 2020 | Lív Maria Róadóttir Jæger                                     | Hjalmar P. Petersen                           | Jógvan D. Hansen                                                          |
| 2019 | Oddfríður Marni Rasmussen                                     | Hanus Kamban                                  | Bernharður Wilkinson                                                      |
| 2018 | Rannvá Holm Mortensen                                         | Ingen                                         | Edward Fuglø                                                              |
| 2017 | Sissal Kampmann                                               | Ingen                                         | Simme Arge Jacobsen                                                       |
| 2016 | Heðin M. Klein                                                | Ingen                                         | Eilif Samuelsen                                                           |
| 2015 | Carl Jóhan Jensen                                             | Jóan Pauli Joensen                            | Jákup Veyhe                                                               |
| 2014 | Kim Simonsen                                                  | Óli Olsen                                     | Margreta Næss                                                             |
| 2013 | Katrin Ottarsdóttir                                           | Poul Jespersen                                | Turið Sigurðardóttir                                                      |
| 2012 | Jóanes Nielsen                                                | Eivind Weyhe                                  | Jens-Kjeld Jensen                                                         |
| 2011 | Ingen                                                         | Nicolina Beder Jensen                         | Jógvan Isaksen                                                            |
| 2010 | Tóroddur Poulsen                                              | Rógvi Mouritsen                               | Bjørki Geyti for Føroya Sjósavn (Færøernes Akvarium)                      |
| 2009 | Vida Akselsdóttir Højgaard                                    | Birgar Johannesen                             | Arnbjørn Ó. Dalsgarð og Oddfríður Marni Rasmussen for tidsskriftet Vencil |
| 2008 | Sólrún Michelsen                                              | Hanus Kjølbro                                 | Anna Kirstin Thomsen                                                      |
| 2007 | Martin Joensen                                                | Petur Jacob Sigvardsen                        | Laura Joensen                                                             |
| 2006 | Carl Jóhan Jensen                                             | Guðrun Gaard                                  | Ebba Hentze                                                               |
| 2005 | Ingen                                                         | Turið Kjølbro                                 | Jón Tyril                                                                 |
| 2004 | Sigri Mitra Gaïni                                             | Gianfranco Contri                             | Mortan Winther Poulsen                                                    |
| 2003 | Ingen                                                         | Marianne Clausen                              | Vilhelm Magnussen                                                         |
| 2002 | Oddvør Johansen                                               | Andras Mortensen                              | Kristian Blak                                                             |
| 2001 | Annfinnur í Skála                                             | Bogi Hansen                                   | Zacharias Hammer                                                          |
| 2000 | Oddfríður Marni Rasmussen                                     | Zakarias Wang                                 | Rigmor Restorff                                                           |
| 1999 | Ingen                                                         | Dorete Bloch                                  | Martin Tórgarð                                                            |
| 1998 | Ingen                                                         | J. P. Gregoriussen                            | Frits Johannesen                                                          |
| 1997 | Petur Jensen                                                  | Doris Hansen                                  | Ólavur Hátún                                                              |
| 1996 | Ingen                                                         | Elin Súsanna Jacobsen                         | Árni Dahl                                                                 |
| 1995 | Kári P. (før Petersen, nu Leivsson, kendes bedst som Kári P.) | Martin Næs                                    | Ingen                                                                     |
| 1994 | Ingen                                                         | Jógvan Isaksen                                | Ingen                                                                     |
| 1993 | Jens Pauli Heinesen                                           | Malan Marnersdóttir                           | Oskar Hermannsson                                                         |
| 1992 | Tóroddur Poulsen                                              | Ingen                                         | Ingen                                                                     |
| 1991 | Bárður Jákupsson                                              | Jóhan Hendrik Winther Poulsen                 | Ingen                                                                     |
| 1990 | D. P. Danielsen                                               | Svenning Tausen                               | Ingen                                                                     |
| 1989 | Carl Jóhan Jensen                                             | Axel Tórgarð                                  | Ingen                                                                     |
| 1988 | Rói Patursson                                                 | Sigurd Berghamar                              | Karsten Hoydal                                                            |
| 1987 | Astrid Joensen                                                | Eyðun Andreassen                              | Sigurð Joensen                                                            |
| 1986 | Hanus Andreassen                                              | Hans Jacob Debes                              | Ingen                                                                     |
| 1985 | Heðin M. Klein                                                | Niels Juel Arge                               | Kristian O. Viderø                                                        |
| 1984 | Jóanes Nielsen                                                | Jóhannes av Skarði                            | Ingen                                                                     |
| 1983 | Oddvør Johansen                                               | Jørgen M. Olsen                               | Petur W. Háberg                                                           |
| 1982 | Gunnar Hoydal                                                 | Jóannes Rasmussen                             | Ingen                                                                     |
| 1981 | Steinbjørn B. Jacobsen                                        | Erlendur Patursson                            | Ingen                                                                     |
| 1980 | Christian Matras                                              | Hanus Andreassen                              | Ingen                                                                     |
| 1979 | Regin Dahl                                                    | Bjarni Niclasen                               | Ingen                                                                     |
| 1978 | Hans Thomsen                                                  | Maria Eide Petersen                           | Ingen                                                                     |
| 1977 | Alexandur Kristiansen                                         | Jeffrei Henriksen                             | Ingen                                                                     |
| 1976 | Richard Long                                                  | Óluva Skaale og Marius Johannesen             | Ingen                                                                     |
| 1975 | William Heinesen                                              | Sámal Johansen                                | Ingen                                                                     |
| 1974 | Guðrið Helmsdal                                               | Jákup í Jákupsstovu                           | Ingen                                                                     |
| 1973 | Jens Pauli Heinesen og Regin Dahl                             | Einar Joensen, Pól Petersen og Katrina Østerø | Ingen                                                                     |
| 1972 | Ingen                                                         | Ingen                                         | Ingen                                                                     |
| 1971 | Ingen                                                         | Ingen                                         | Ingen                                                                     |
| 1970 | Ingen                                                         | Ingen                                         | Ingen                                                                     |
| 1969 | Jens Pauli Heinesen og Rói Patursson                          | Hans Jákup Glerfoss og H. D. Joensen          | Ingen                                                                     |

Før 1969 blev de følgende hyldet:
| 1968 | Robert Joensen                         |
| 1967 | Johanna Maria Skylv-Hansen             |
| 1966 | Hans Dalsgaard og J. Símun Hansen      |
| 1965 | Christian Matras og Páll J. Nolsøe     |
| 1964 | Heðin Brú                              |
| 1963 | Poul F. Joensen                        |
| 1962 | Martin Joensen                         |
| 1961 | Karsten Hoydal                         |
| 1960 | Valdemar Poulsen                       |
| 1959 | R. K. Rasmussen og Jens Pauli Heinesen |
| 1958 | Jóan Chr. Poulsen og T.N. Djurhuus     |